# Svensk Bokhandel
Svensk Bokhandel är en svensk nyhetssajt och tidskrift som ägs av Radero via tidningsförlaget (Tidningsaktiebolaget) Svenska Bokhandel. Svensk Bokhandel utkommer med fyra nummer per år, inklusive tre nummer som tar upp vår-, sommar- och höstutgivning. Tidskriftens inriktning är att beskriva bokbranschens utveckling genom nyheter, reportage och författarporträtt. Den publicerar också regelbundet statistik exempelvis försäljningsstatistik från bokhandeln och förlagen. 
Svensk Bokhandel har cirka 1 300 prenumeranter, omkring 6 000 läsare av ett normalt nummer och följs dessutom av ungefär 100 000 besökare per månad på nätet.

## Historik
Förläggareföreningen, tidigare Branschorganisationen Svenska Förläggareföreningen (SvF), instiftades den 4 december 1843. Föreningen hette från början Svenska Förlagsföreningen, men bytte efter tio år namn till Svenska Bokförläggareföreningen. 1996 ändrades namnet till Svenska Förläggareföreningen.
Svenska Bokhandlareföreningen bildades 1893 och är en ideell branschorganisation för Sveriges bok-, pappers- och kontorsvaruhandlare.
Tidningsaktiebolaget bildades 1952 i samband med att bokförläggarnas Svensk Bokhandelstidning och bokhandlarnas Bokhandlaren slogs ihop till en för föreningarna gemensam branschtidning – Svensk Bokhandel. 
Innan Tidningsaktiebolaget Svensk Bokhandel bildades utgav respektive förening egna branschtidskrifter: 
- Intelligensblad för svenska bokhandeln 1852-1862.[5]
- Svensk bokhandelstidning: 1863-1951  som under denna tid hade två olika titlar:[6]
  - Svensk bokhandelstidning :Svenska bokförläggareföreningens tidning för föreningens, dess medlemmars o. kommissionärers meddelanden samt för förteckning å utkomna boknyheter m.m. 1913-1936
  - Svensk bokhandelstidning :organ för Svenska bokförläggareföreningen, dess medlemmars och kommissionärers meddelanden samt för förteckning å utkomna boknyheter m.m. 1937-1951.

- Meddelande från Svenska sortimentsbokhandlareföreningens styrelse1894-1907.[7]
- Sortimentaren : organ för Svenska sortimentsbokhandlareföreningen 1908-1926.[8]
- Bokhandlaren, Sortimentaren : organ för Svenska bokhandlareföreningen 1927-1935.[9]
- Bokhandlaren : organ för Svenska bokhandlareföreningen 1935-1951.[10]
- Svensk bokhandel 1952- [11]

## Chefredaktörer
- Johan Joachim Flodin 1853-1863
- Emil Norstedt 1864-66
- Aron Samson 1866-67
- Victor Fredrik Winroth 1867-75
- Isidor Adolf Bonnier 1875-85, 1888-1912
- Jacob Branting Tegnér 1886-87 (Svensk Bokhandelstidning) 1887-1900 (Nya Bokhandelstidning)
- Lars Lökerberg 1901-1912 (Nya Bokhandelstidningen) 1913-23 (Svensk Bokhandelstidning)
- August Hånell 1908-13, 1921-28 (Sortimentaren)  1928-30 (Bokhandlaren)
- John H Sandbland 1913-21 (Sortimentaren)
- Yngve Hedvall 1924-46 (Svensk Bokhandelstidning)
- Anders Quiding 1930-51 (Bokhandlaren) 1952-66 (Svensk Bokhandel)
- Thomas Bennett 1947-51 (Svensk Bokhandelstidning) 1952-64 (Svensk Bokhandel)
- Gunilla Lundborg 1964-67, 1972-75
- Louise Waldén 1967-72
- Peter Wilhelm 1972-72
- Carl Olof Josephson 1975-86
- Jan-Erik Petterson 1987-95
- Anders Löwenberg 1995-2000
- Uno Palmström 2000-2003
- Lars Winkler 2003-2012
- Tove  Leffler 2012-2017
- PeKå Englund 2018-2021
- Carina Jönsson 2021-2023
- Johan Sandholm 2023-[1]

Källor:  (1853-1986)